# 大阪市立本庄中学校
大阪市立本庄中学校（おおさかしりつ ほんじょう ちゅうがっこう）は、大阪府大阪市東成区にある公立中学校。
1947年に大阪市立中本小学校内で開校し、1951年に現在地に移転した。1954年-1959年にかけて断続的に校地の拡張がおこなわれた。
学校敷地は、学制改革前には高等科単独の国民学校・大阪市西今里国民学校（1941年創立）として使用されていた。学制改革後は新制大阪市立東成第一中学校（現在の大阪市立東陽中学校）が使用していたが、1951年7月に東陽中学校が別の場所に移転し、その翌日に本庄中学校が現在地に移転している。

## 沿革
- 1947年4月 - 大阪市立東成第二中学校として、大阪市立中本小学校内の仮校舎で開校。
- 1949年5月 - 大阪市立本庄中学校と改称。
- 1951年7月18日 - 現在地に移転
- 1955年4月 - 大阪市立相生中学校を分離。
- 1958年10月 - 講堂館落成。
- 1961年7月 - プール完成。

## 通学区域
- 大阪市立今里小学校・大阪市立中本小学校・大阪市立東中本小学校の通学区域。

大阪市東成区 今里1丁目の一部・今里3丁目の全域、大今里西1丁目の一部、中本1丁目-5丁目、東中本1丁目-3丁目。

## 出身者
- 富司純子 - 女優
- 宮下雄也 - タレント、RUN&GUNメンバー
- 桂福車 - 落語家

## 交通
- 地下鉄中央線・今里筋線 緑橋駅 南東へ約700m。